# Epeiromys
Genre
Espèce
Epeiromys spanius, seul représentant du genre éteint Epeiromys, est une espèce de rongeurs ayant vécu au cours du Rupélien inférieur (Oligocène inférieur), il y a environ entre 34 et 31 Ma (millions d'années). Ses restes fossiles ont été découverts au Nebraska.